# Le Samyn 2023
55. ročník jednodenního cyklistického závodu Le Samyn se konal 28. února 2023 v Belgii. Vítězem se stal Belgičan Milan Menten z týmu Lotto–Dstny. Na druhém a třetím místě se umístili Francouz Hugo Hofstetter (Arkéa–Samsic) a Belgičan Edward Theuns (Trek–Segafredo). Závod byl součástí UCI Europe Tour 2023 na úrovni 1.1 a Belgického poháru v silniční cyklistice 2023.

## Týmy
Závodu se zúčastnilo 7 z 18 UCI WorldTeamů, 7 UCI ProTeamů a 7 UCI Continental týmů. Každý tým přijel se sedmi závodníky kromě týmů Go Sport–Roubaix–Lille Métropole a Trek–Segafredo s šesti jezdci. 3 závodníci neodstartovali, na start se tak postavilo 142 jezdců. Do cíle v Douru dojelo 73 z nich.
UCI WorldTeamy
- AG2R Citroën Team
- Alpecin–Deceuninck
- Arkéa–Samsic
- Intermarché–Circus–Wanty
- Team DSM
- Soudal–Quick-Step
- Trek–Segafredo

UCI ProTeamy
- Bingoal WB
- Human Powered Health
- Israel–Premier Tech
- Lotto–Dstny
- Q36.5 Pro Cycling Team
- Team Flanders–Baloise
- Uno-X Pro Cycling Team

UCI Continental týmy
- AT85 Pro Cycling
- Go Sport–Roubaix–Lille Métropole
- Leopard TOGT Pro Cycling
- Matériel-vélo.com
- Tarteletto–Isorex
- Team Ecoflo Chronos
- X-Speed United Continental

## Výsledky
| Pořadí | Jezdec                     | Tým                      | Čas        |
| ------ | -------------------------- | ------------------------ | ---------- |
| 1      | Milan Menten (BEL)         | Lotto–Dstny              | 4h 49' 28" |
| 2      | Hugo Hofstetter (FRA)      | Arkéa–Samsic             | + 0"       |
| 3      | Edward Theuns (BEL)        | Trek–Segafredo           | + 0"       |
| 4      | Alberto Dainese (ITA)      | Team DSM                 | + 0"       |
| 5      | Luca Mozzato (ITA)         | Arkéa–Samsic             | + 0"       |
| 6      | Søren Kragh Andersen (DEN) | Alpecin–Deceuninck       | + 0"       |
| 7      | Pierre Gautherat (FRA)     | AG2R Citroën Team        | + 0"       |
| 8      | Mike Teunissen (NED)       | Intermarché–Circus–Wanty | + 0"       |
| 9      | Vito Braet (BEL)           | Team Flanders–Baloise    | + 0"       |
| 10     | Andreas Stokbro (DEN)      | Leopard TOGT Pro Cycling | + 0"       |